# Bideau (paroisse civile)
Pour les articles homonymes, voir Bideau.
Bideau est l'une des quatre paroisses civiles de la municipalité de Valdez dans l'État de Sucre au Venezuela. Sa capitale est Rio Salado.